# Přátelé na dálku
Přátelé na dálku (v anglickém originále Pen Pals) je v pořadí patnáctá epizoda druhé sezóny seriálu Star Trek: Nová generace.
Děj této epizody se točí okolo problematiky Základní směrnice.

## Příběh
Zatímco USS Enterprise D prolétává oblastí neprozkoumaných planet, na kterých se právě dějí závažné geologické změny, Wesleymu Crusherovi je svěřeno sestavení a vedení vědeckého týmu, které podpoří jeho studia na důstojníka Hvězdné flotily. Je to také zkouška jeho autority, když Davies, jeden z členů týmu, odmítne Wesleyho požadavek na provedení časově náročného skenování. Mezitím Dat zachytí primitivní rádiový signál vyslaný malou dívkou z jedné z planet. Na volání odpoví, přestože si je vědom, že se tím dopustí porušení Základní směrnice. Pravidelně s ní navazuje kontakt a dozví se, že se jmenuje Sarjenka (čti Serženka) a že používá podomácku vyrobený rádiový systém.
Oznámí mu také, že na její planetě panují častá zemětřesení. Dat se rozhodne tuto skutečnost oznámit kapitánu Picardovi a doufá, že se podaří najít způsob, jak její planetu zachránit. Picard s ním sice soucítí, ale přísně mu přikáže, aby ukončil komunikaci se Sarjenkou a zanechal tak dalšího porušování Základní směrnice. Mezitím se Wesley svěřil se svým dosavadním průběhem velení komandéru Rikerovi. Ten zdůrazní, že trénink Hvězdné flotily je jak o zodpovědnosti, tak o autoritě. Potom jej pochválí za jeho předešlé úspěchy co se týče zodpovědnosti, ale pobídne ho, aby na vědecký tým uplatnil také autoritu. Wesley tedy znovu žádá Daviese o provedení skenu, tentokrát však o něco autoritativnějším tónem, což již postačí k tomu, aby vědec úkol po jistém váhání splnil.
Tento planetární sken se ukáže jako klíčový k pochopení geologické nestability planet a Wesleyho vědecký tým připraví podklady k tomu, jak by se daly procesy za využití technologií na Enterprise zvrátit. Dat obdrží další zprávu od Sarjenky, která jej nyní prosí o pomoc, protože její rodina utekla do jeskyní v blízkých horách. Ona však chtěla zůstat se svým rádiovým systémem v naději, že jí Dat pomůže. Picard si uvědomí, že nemohou ignorovat dětské volání o pomoc, a rozkáže let k planetě Sarjenky. Způsob zvrácení geologických procesů objevený vědeckým týmem Wesleyho totiž nemůže uškodit těm, co se skryli v horách, ale mohl by ohrozit Sarjenku. Picard tedy dovolí Datovi, aby se transportoval na planetu a přenesl dívku na loď, aby mohli provést potřebné kroky k záchraně planety. Je krátce provedena po lodi a potom pozoruje z vesmíru, jak je její planeta navrácena do normálu. Její cesta skončí na ošetřovně, kde jí doktorka Pulaská na základě rozkazů kapitána uspí a vymaže jí z hlavy vzpomínky na Data a na Enterprise. Dat jí pak spící přenese zpět do jejího nyní již bezpečného domova, kde jí zanechá společně se „zpívajícím kamenem,“ který dostala na ošetřovně od doktorky Pulaské. Enterprise se nyní vydává učinit podobné kroky i na ostatních planetách, ale kapitán Picard ještě pokárá Data za porušování Základní směrnice.